# 崔仲哲
崔仲哲（492年—526年），博陵郡安平县（今河北省衡水市安平县）人，出自博陵崔氏的博陵大房，北魏骠骑大将军、仪同三司、散骑常侍、左光禄大夫崔秉第二子，北魏官员。

## 生平
崔仲哲很小的时候母亲就去世了，为祖母宋氏所抚养，很早就懂事，六岁时祖母去世，崔仲哲痛哭不已，见到的人都为他感到伤心。崔仲哲生性心胸阔达，经常自称有用兵的谋略。朝廷征辟他担任司徒行参军，代理宁朔将军、统军，跟随广阳王元渊北伐，攻打柔玄的叛军，取得胜利，朝廷赐予崔仲哲安平县男的爵位。崔秉被杜洛周围困在燕州后，崔仲哲在朝堂上哭诉，朝廷下令崔仲哲担任别将，跟随都督元谭赶去救援。孝昌二年（526年），北魏在安州石离、冗城、斛盐三个据点的军人叛变，勾结杜洛周，有两万多人从松岍投靠杜洛周，行台常景派遣崔仲哲等人拦截在军都关等待叛军，崔仲哲在当地战死，虚岁三十五，谥号忠。

## 家族

### 父母
- 崔秉，北魏骠骑大将军、仪同三司、散骑常侍、左光禄大夫
- 荥阳郑氏，北魏卫尉少卿、卫将军、左光禄大夫郑敬叔之女，郑俨的姐妹[8][9]

### 兄弟
- 崔忻，北魏安远将军、尚书左中兵郎中、尚书左丞
- 崔叔彦，北魏抚军将军
- 崔季通，东魏司农少卿
- 崔季良，北魏中军将军、光禄大夫、蒲阴简男

### 夫人
- 李长辉，出自赵郡李氏东祖，北魏征东将军、扬州刺史、淮南大都督、濮阳文静伯李宪长女[10]

### 儿子
- 崔长瑜，东魏仪同开府中兵参军
- 崔仲琰
- 崔叔瓒，司徒田曹参军